# Большое золото мистера Гринвуда
«Большое золото мистера Гринвуда» — советский художественный фильм режиссёра Игоря Резникова. Боевик с элементами триллера. Советский Союз, Свердловская киностудия, 1991 год.

## Сюжет
В Сибири известна легенда о неком мистере Гринвуде, охотнике с Аляски. После революции 1917 года он вынужден был уйти из этих мест, оставив после себя где-то в тайге клад с золотом. Легенда будоражит умы как местных жителей, так и приезжих золотоискателей — клад пытались найти многие, но безуспешно.
В начале 1990-х годов в эти края приезжают трое — два москвича и их проводник из здешних мест. На этот раз искатели золота тщательно подготовились, к тому же у них есть карта. К удивлению проводника группа находит в месте, обозначенном на плане, сокровища, но там не только золото, но и оружие и боеприпасы. Золотоискатели оказываются не одиноки в своих поисках — их преследуют бандиты.

## В ролях
- Владимир Борисов — Леонид Пантелеев
- Александр Яковлев — Максимыч
- Иван Агафонов — Олег Петрович
- Александр Буреев — Агеич
- Елена Люкшинова — Вера
- Маргарита Макарова — Вика
- Анатолий Мамбетов — бандит
- Дмитрий Козлов

## Съёмочная группа
- Автор сценария: Геннадий Бокарев
- Режиссёр: Игорь Резников
- Оператор: Сергей Гаврилов
- Художник: Сергей Перцев
- Звукорежиссёр: Борис Ефимов
- Музыка в фильме: группа «Апрельский марш»

## Технические данные
- Советский Союз, 1991 год
- Свердловская к/ст, ТО «Евразия»
- Триллер, приключенческий фильм, боевик
- Цветной, 69-70 минут
- Оригинальный язык — русский